# Wachau (Markkleeberg)
Pour les articles homonymes, voir Wachau (homonymie).
Wachau est un village de la commune de Markkleeberg, dans le land allemand de Saxe.
Le village, d'origine slave, est mentionné pour la première fois en 1259, lorsqu'un certain Heyno de Wachau  intervint en tant que témoin dans un acte du margrave Thierry de Landsberg. En 1377, le village a été remis à l'abbaye de Buch par les margraves Frédéric III, Balthazar et Guillaume Ier de Misnie.

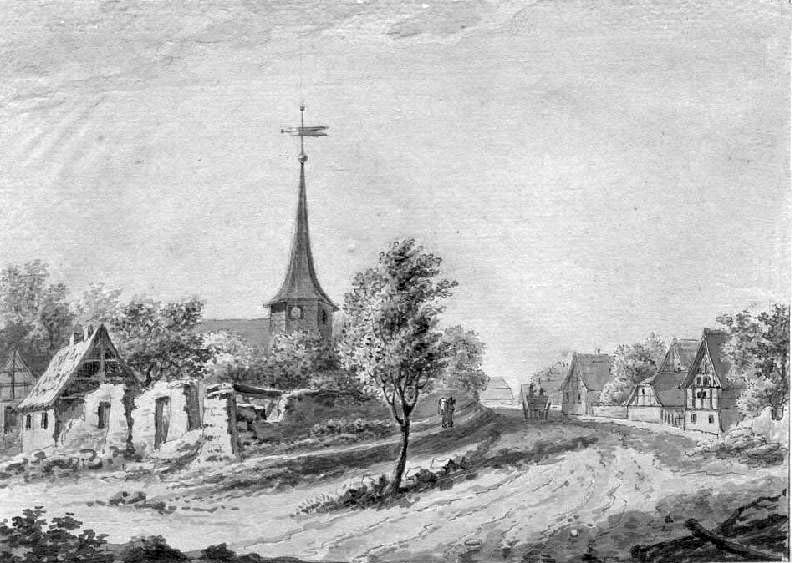
Le village après la bataille de Leipzig.

Situé à 10 kilomètres au sud-est de Leipzig, et qui donna son nom à la 2e journée de la sanglante bataille de Leipzig (18 octobre 1813), où les Français conservèrent l'avantage : Drouot et Poniatowski eurent les honneurs de cette journée. Le village fut fortement endommagé par la bataille.
L'ancien manoir de Wachau a été fortement endommagé pendant la Seconde Guerre mondiale, puis fut démoli.

## Personnalités
- Gottlieb Wilhelm Rabener (1714-1771), écrivain.